# Gmina Lubawka

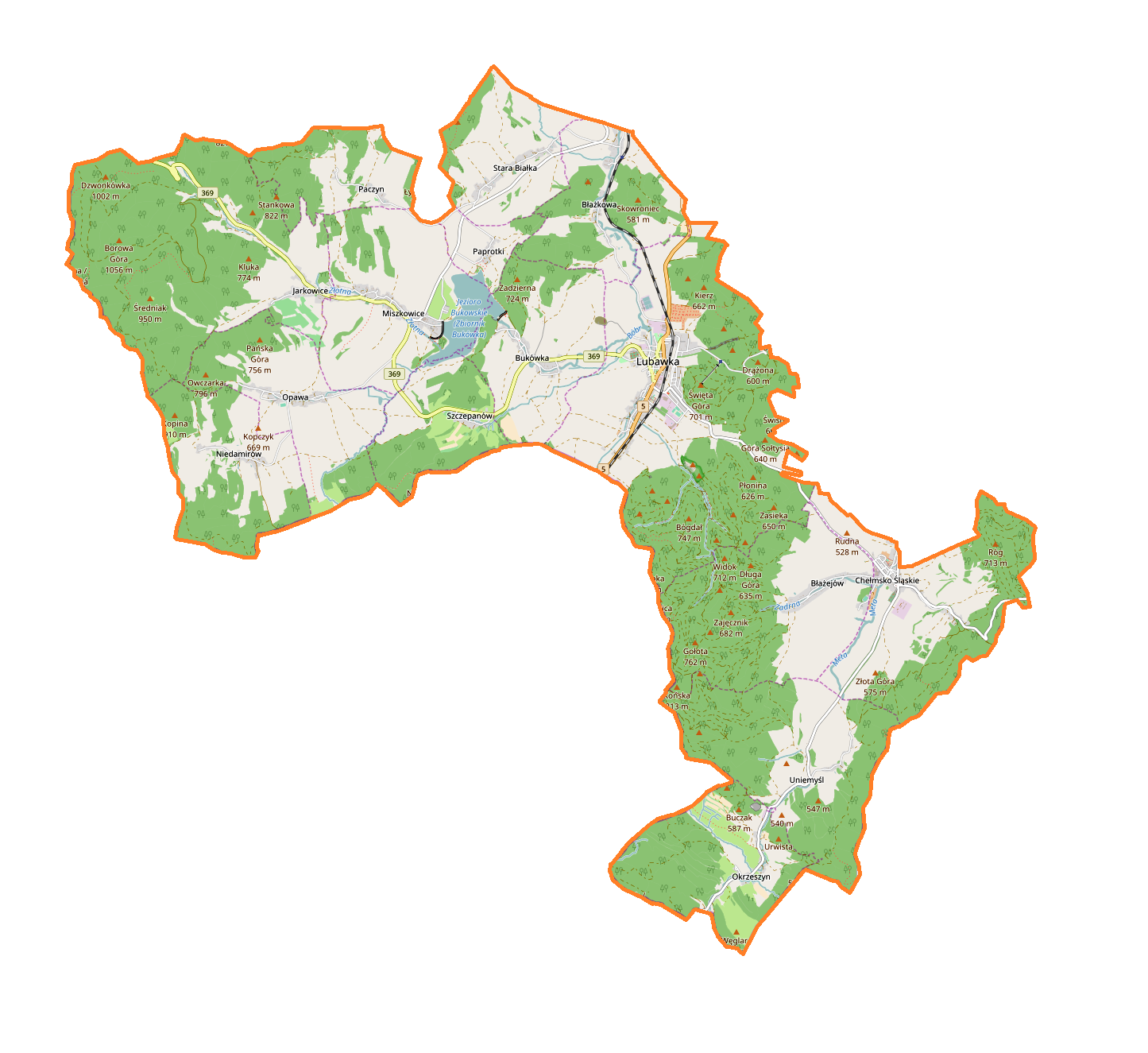
Karte der Gemeinde

Die Gmina Lubawka [lu'bafka] ist eine Stadt- und Landgemeinde im Powiat Kamiennogórski (Landeshut) in der Woiwodschaft Niederschlesien in Polen. Ihr Sitz ist die gleichnamige Stadt (deutsch Liebau i. Schlesien) mit etwa 5950 Einwohnern.

## Geographie
Die Gemeinde liegt im Süden Niederschlesiens und grenzt im Westen und Süden an Tschechien. Nachbargemeinden sind Kowary, die Landgemeinde Kamienna Góra und Stadt- und Landgemeinde Mieroszów. Die Kreisstadt Kamienna Góra (Landeshut) ist fünf Kilometer entfernt.
Zu den Fließgewässern gehören Bóbr (Bober) und Złotna (Goldbach), die auf Gemeindegebiet zum Jezioro Bukowskie (Zbiornik Bukówka) aufgestaut wird. Der Berg Borowa Góra im Westen des Gemeindegebiets erreicht eine Höhe von 1056 m n.p.m.. Er gehört zum Riesengebirge (polnisch Karkonosze).

## Geschichte
Von 1975 bis 1998 gehörte die Gemeinde zur Woiwodschaft Jelenia Góra.

## Gliederung
Zur Stadt- und Landgemeinde Lubawka gehören neben der Stadt 14 Dörfer mit Schulzenämtern (deutsche Namen amtlich bis 1945):
- Błażejów (Blasdorf b. Schömberg)
- Błażkowa (Blasdorf b. Liebau)
- Bukówka (Buchwald)
- Chełmsko Śląskie (Schömberg)
- Jarkowice (Städtisch Hermsdorf)
- Miszkowice (Michelsdorf)
- Niedamirów (Kunzendorf)
- Okrzeszyn (Albendorf)
- Opawa (Oppau)
- Paczyn (Petzelsdorf)
- Paprotki (Städtisch Hartau)
- Stara Białka (Alt Weißbach)
- Szczepanów (Tschöpsdorf)
- Uniemyśl (Berthelsdorf)

## Verkehr
Wichtigste Verkehrsachse ist die Landesstraße DK5 (E261) zur Landesgrenze.
Die Bahnstrecke wurde 2004 stillgelegt.